# Hell in a Cell (2015)
Hell in a Cell (2015) było galą profesjonalnego wrestlingu wyprodukowaną przez federację WWE, która była emitowana w systemie pay-per-view (PPV) i na WWE Network. Wydarzenie odbylo się 25 października 2015 w Staples Center w Los Angeles, Kalifornii. Była to siódma gala w chronologii z cyklu Hell in a Cell, a także pierwsza od czasu No Way Out z 2007, gdzie WWE wyprodukowalo inną galę PPV niż SummerSlam w Los Angeles (które posiadało SummerSlam od 2009 do 2014 roku).
Osiem walk odbyło się na evencie, gdzie jedna z nich była częścią pre-show. W walce wieczoru, Brock Lesnar pokonał The Undertakera w Hell in a Cell matchu. Częścią show był również niezapowiedziany powrót Alberto Del Rio do WWE, gdzie odpowiedział on na U.S. Open Challenge Johna Ceny i zdobył od niego WWE United States Championship.

## Przygotowania
| Rola                           | Osoba                    |
| ------------------------------ | ------------------------ |
| Komentatorzy                   | John "Bradshaw" Layfield |
| Komentatorzy                   | Michael Cole             |
| Komentatorzy                   | Jerry Lawler             |
| Przeprowadzający wywiady       | Tom Phillips             |
| Przeprowadzający wywiady       | JoJo                     |
| Panel 'Kickstart' Kickoff Show | Renee Young              |
| Panel 'Kickstart' Kickoff Show | Booker T                 |
| Panel 'Kickstart' Kickoff Show | Byron Saxton             |
| Panel 'Kickstart' Kickoff Show | Corey Graves             |

Hell in a Cell oferowało walki profesjonalnego wrestlingu z udziałem różnych wrestlerów z istniejących oskryptowanych rywalizacji i storyline'ów, które są kreowane na głównych tygodniówkach WWE, Raw i SmackDown. Wrestlerzy byli przedstawiani jako heele (negatywni, źli zawodnicy i najczęściej wrogowie publiki) i face’owie (pozytywni, dobrzy i najczęściej ulubieńcy publiki), gdzie rywalizowali pomiędzy sobą w seriach walk mających w budować napięcie, kulminując w decydującą walkę wrestlerską lub ich serię.
Na WrestleManii XXX w 2014, Brock Lesnar pokonał The Undertakera łamiąc jego rekord 21 wygranych bez porażki. 16 miesięcy później na SummerSlam w 2015, Undertaker pokonał Lesnara w rewanżu. Na Night of Champions zostało ogłoszone, że Lesnar zmierzy się z Undertakerem w Hell in a Cell matchu na gali o tej samej nazwie.

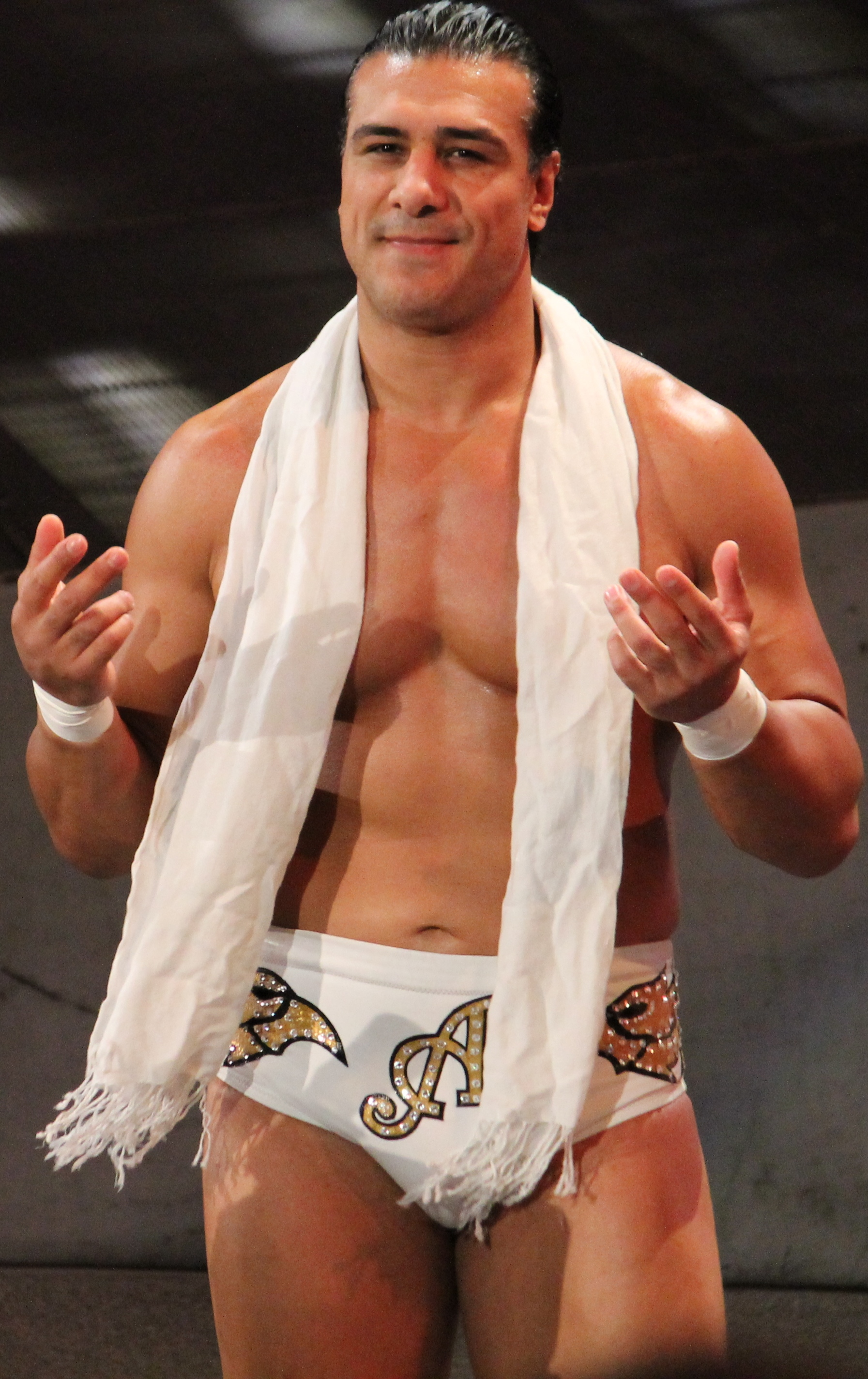
Alberto Del Rio niespodziewanie wrócił do WWE i u boku nowego menadżera Zeba Coltera, odpowiedział na wyzwanie Johna Ceny i zdobył WWE United States Championship.

Na Battleground, Bray Wyatt pokonał Romana Reignsa po interwencji Luke’a Harpera. Na SummerSlam, Reigns i Dean Ambrose pokonali Wyatta i Harpera, zaś miesiąc później na Night of Champions, Wyatt, Harper i Braun Strowman pokonali Reignsa, Ambrose'a i Chrisa Jericho. 21 września na Raw, Randy Orton pomógł Reignsowi i Ambrose’owi przy ataku Wyatta, Harpera i Strowmana na nich. 1 października na SmackDown, Reigns wyzwał Wyatta do Hell in a Cell matchu na PPV, co Wyatt zaakceptował. 12 października na Raw zostało ogłoszone, że Ambrose i Orton zmierzą się z Harperem i Strowmanem na Kickoff Pre-Show gali PPV, lecz tydzień później Michael Cole poinformował, że Orton nie będzie w stanie walczyć na gali PPV i że ostatecznie walka się nie odbędzie.
Na Night of Champions, Charlotte pokonała Nikki Bellę zdobywając Divas Championship. 5 października na WWE.com zostało ogłoszone, że Charlotte będzie broniła tytułu w rewanżu przeciwko Nikki na Hell in a Cell.
Na Night of Champions, Kane powrócił do WWE jako "Demon Kane" i zaatakował Setha Rollinsa po tym, jak Rollins obronił WWE World Heavyweight Championship przeciwko Stingowi, przechodząc faceturn. Na Live from Madison Square Garden, Demon Kane zaatakował Rollinsa po jego porażce w walce z Johnem Ceną w steel cage matchu. 5 października na Raw, Stephanie McMahon ogłosiła, że Rollins będzie bronił tytułu przeciwko Kane’owi wraz ze stypulacją, że jeśli "Demon" Kane przegra, to "Corporate" Kane zostanie usunięty z posady dyrektora operacyjnego.
Na Night of Champions, The Dudley Boyz pokonali The New Day przez dyskwalifikację, jednak nie zdobyli tytułów. Na WWE Live from Madison Square Garden ponownie Dudley Boyz pokonali mistrzów przez dyskwalifikację, również nie wygrywając tytułów mistrzowskich. 5 października na Raw, Stephanie McMahon ogłosiła, że The New Day raz jeszcze będą bronili tytułów przeciwko The Dudley Boyz na gali Hell in a Cell.
Na Night of Champions, Kevin Owens pokonał Rybacka i zdobył WWE Intercontinental Championship. 8 października na SmackDown zostało ogłoszone, że ta dwójka zmierzy się raz jeszcze w rewanżu o ów tytuł mistrzowski.
19 października na Raw zostało ogłoszone, że John Cena będzie bronił tytułu WWE United States Championship w swoim "John Cena U.S. Open Challenge".
19 października na Raw, King Barrett, Rusev oraz Sheamus pokonali Cesaro, Dolpha Zigglera i Neville’a. Później tej samej nocy ogłoszono, że ci wszyscy uczestnicy zmierzą się w rewanżu na gali pay-per-view w pre-showie.

## Wyniki walk
| Nr                                 | Wyniki                                                                                                | Stypulacje | Czas  |
| ---------------------------------- | --- | --- | ----- |
| 1                                  | Dolph Ziggler, Cesaro i Neville pokonali Ruseva, Sheamusa i Kinga Barretta                            | Six-man tag team match | 11:38 |
| 2                                  | Alberto Del Rio (w/ Zeb Colter) pokonał Johna Cenę (c)                                                | Singles match o WWE United States Championship                                                                                            | 07:46 |
| 3                                  | Roman Reigns pokonał Braya Wyatta                                                                     | Hell in a Cell match | 23:08 |
| 4                                  | The New Day (Big E i Kofi Kingston) (c) pokonali The Dudley Boyz (Bubba Raya Dudleya i D-Von Dudleya) | Tag team match o WWE Tag Team Championship                                                                                                | 08:26 |
| 5                                  | Charlotte (c) pokonała Nikki Bellę przez submission                                                   | Singles match o WWE Divas Championship | 10:39 |
| 6                                  | Seth Rollins (c) pokonał Kane’a                                                                       | Singles match o WWE World Heavyweight Championship Jeśli Kane przegra, Corporate Kane zostanie zwolniony z posady dyrektora operacyjnego. | 14:36 |
| 7                                  | Kevin Owens (c) pokonał Rybacka                                                                       | Singles match o WWE Intercontinental Championship                                                                                         | 05:35 |
| 8                                  | Brock Lesnar (w/ Paul Heyman) pokonał The Undertakera                                                 | Hell in a Cell match | 18:07 |
| (c) – mistrz/mistrzyni przed walką | | |       |

## Wydarzenia po gali
Tuż po przegranej na rzecz Brocka Lesnara na gali, The Undertaker otrzymał owację na stojąco od publiki. 'Taker po chwili zaczął wykonywać swoje pozy, lecz The Wyatt Family pojawiło się i zaatakowało Undertakera, a następnie wyniosło z areny. Następnej nocy na Raw, Bray Wyatt wyjaśnił swoje czyny twierdząc, że chciał "zabrać" duszę Undertakera i dopóki jej nie otrzyma, nie zaprzestanie ataków. Chwilę później pojawił się Kane i próbował zaatakować Wyatta w ramach zemsty za swojego brata, lecz samotnie nie był w stanie przeciwstawić się sile całej stajni i również został wyniesiony z areny przez Wyatt Family.
Noc później na Raw, The Authority ogłosiło turniej, w którym brali udział zwycięzcy wybranych walk z gali Hell in a Cell. Ci, którzy wygrali, wzięli udział w Fatal 4-Way matchu w walce wieczoru gali, a byli to Roman Reigns, Dolph Ziggler, Kevin Owens i Alberto Del Rio. Reigns przypiął Owensa i wygrał walkę, zostając 1. pretendentem do tytułu WWE World Heavyweight Championship.
26 października na Raw, Paige dalej przekonywała Charlotte i Becky Lynch, że nie zaatakowała Natalyę. Dalej nie przekonane, Charlotte i Lynch pozwoliła Paige na powrót do drużyny PCB i walki z Team Bella, gdzie ta druga drużyna odniosła zwycięstwo. Po walce, Paige zaatakowała Charlotte i Lynch, potwierdzając jej heelturn. 2 listopada na Raw, Paige wygrała Fatal 4-Way o miano 1. pretendentki do tytułu WWE Divas Championship i zmierzy się z Charlotte na Survivor Series.

## Recenzje
Gala generalnie otrzymała pozytywne noty od krytyków. Larry Csonka z 411MANIA dał ocenę 7/10. Pochwalił walki Wyatt vs Reigns oraz Lesnar vs Undertaker twierdząc, że obie walki trzymały wysoki poziom.